# Bavariapark

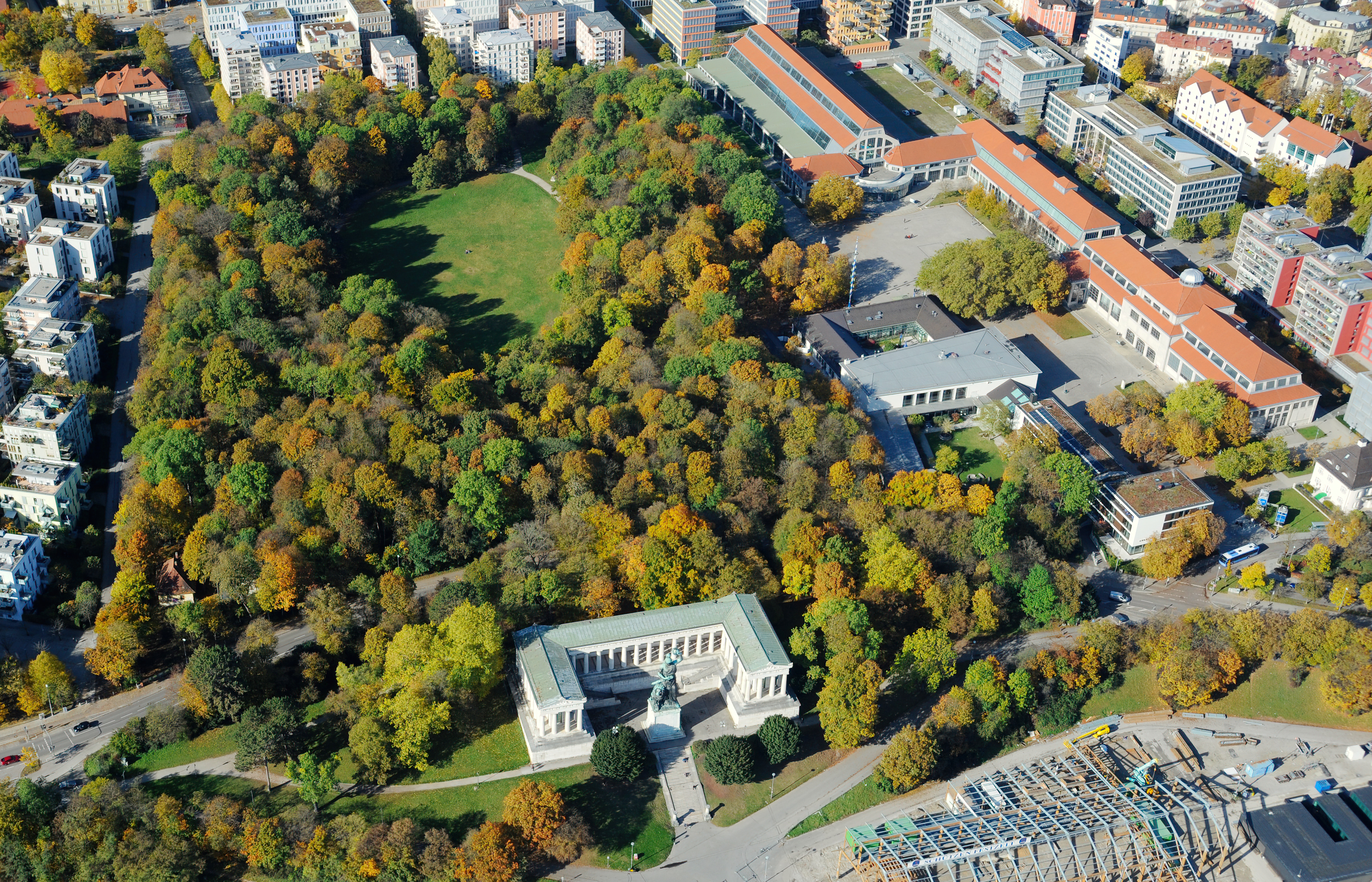
Der Bavariapark von Südosten aus der Luft gesehen

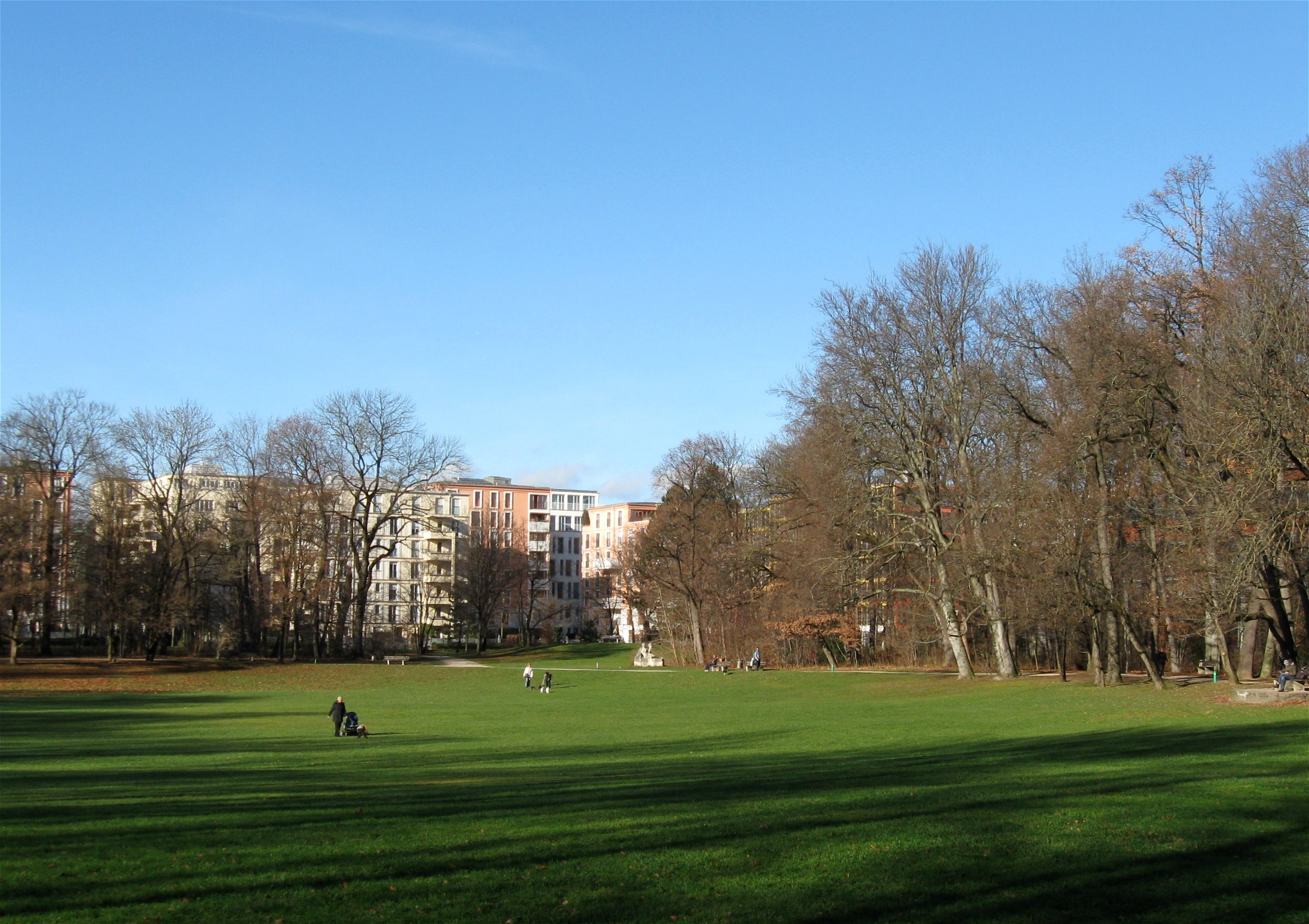
Der Bavariapark im Spätherbst

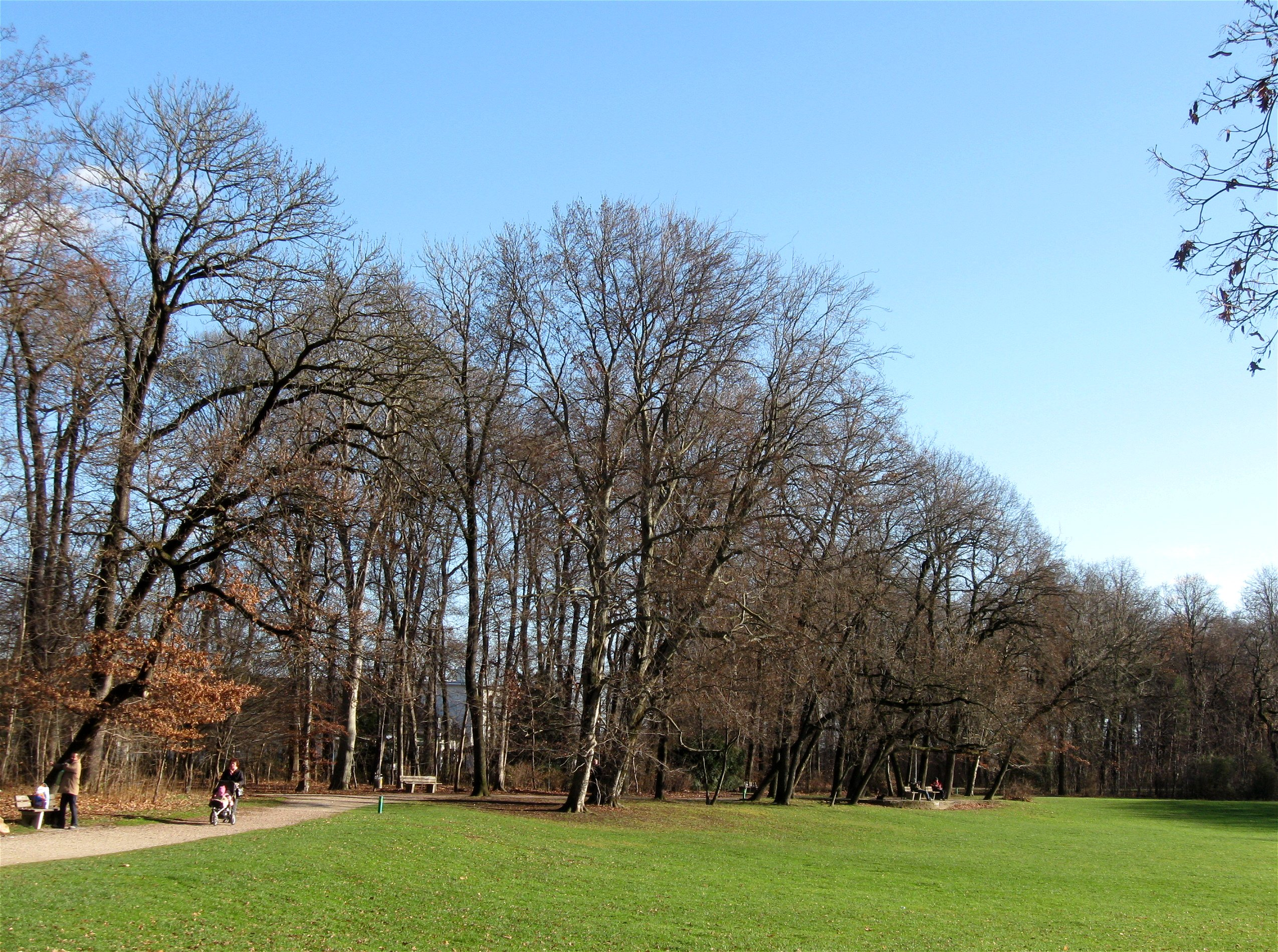
Der Bavariapark im Spätherbst

Der Bavariapark (auch Ausstellungspark) in München hat eine Fläche von 6,8 Hektar und ist ein Baudenkmal nach dem Bayerischen Denkmalschutzgesetz. Er befindet sich hinter der Bavaria-Statue und der Ruhmeshalle an der Theresienwiese im Stadtteil Schwanthalerhöhe (bzw. Westend). Nach der Übersiedelung der Messe in die Messestadt Riem wurde das gesamte Gelände um die Parkanlage neu geplant und auch der Bavariapark ist der Öffentlichkeit seit 1999 wieder uneingeschränkt zugänglich.

## Geschichte

### Entstehung

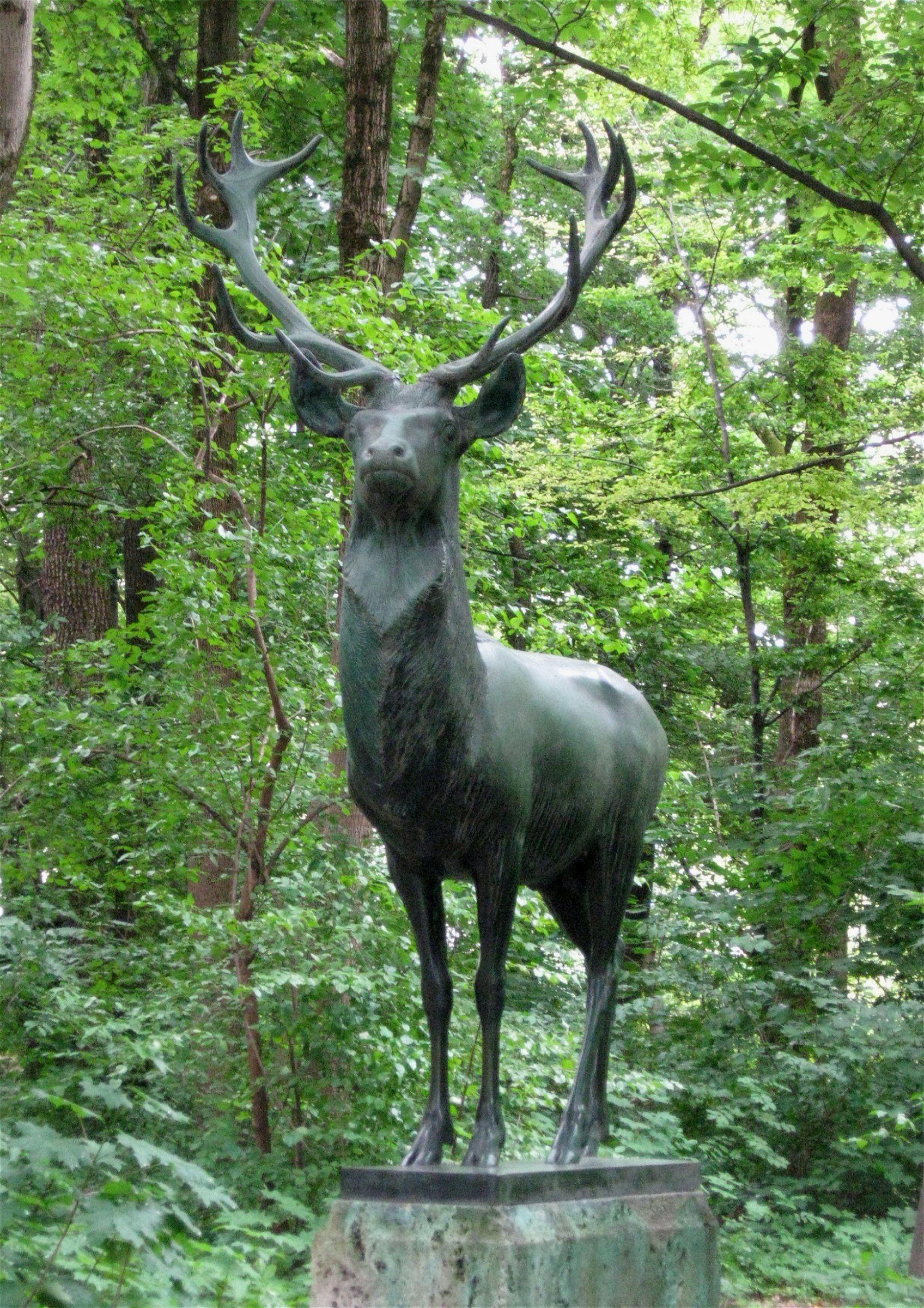
Bronzehirsch von Theodor Georgii

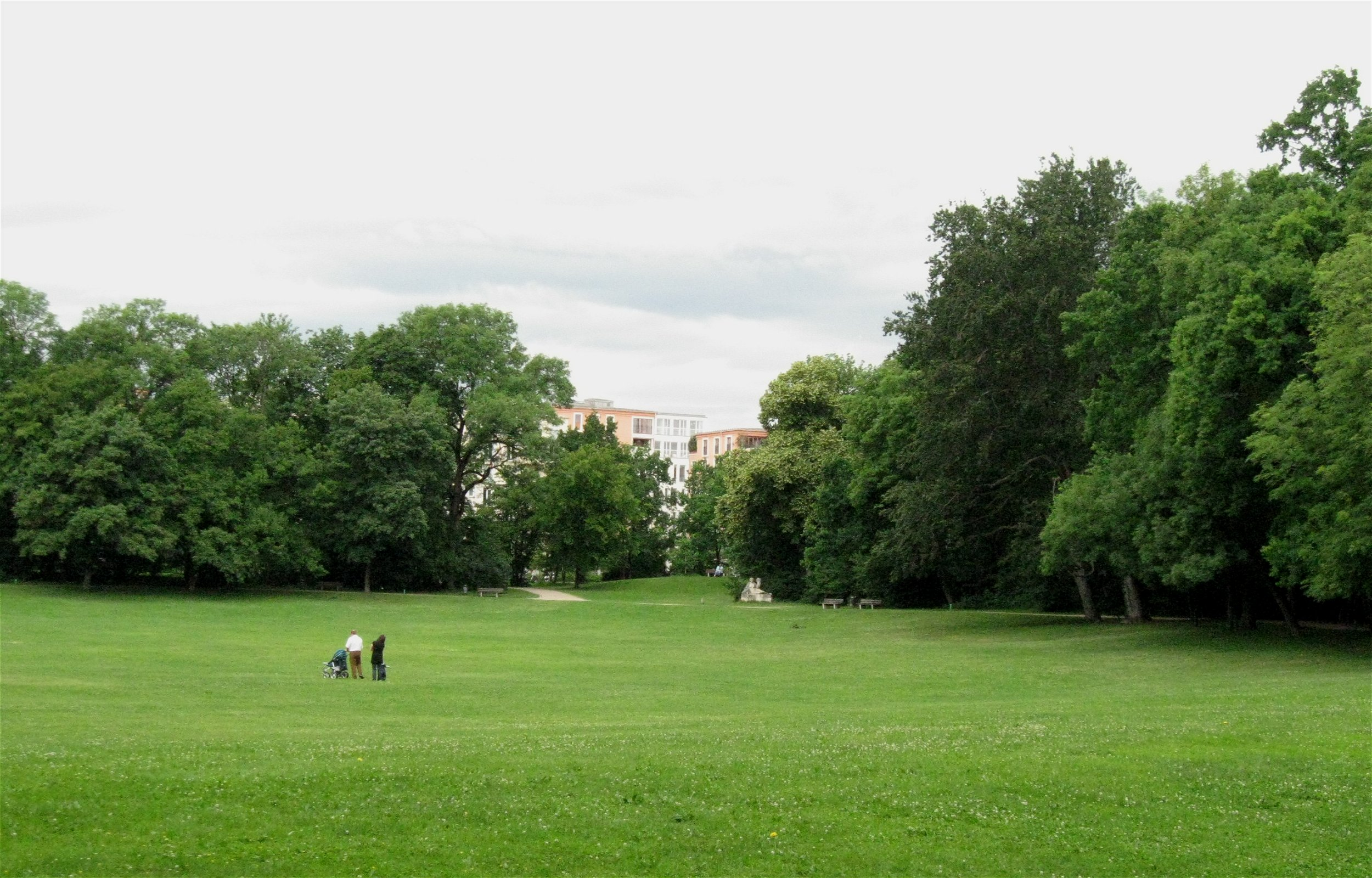
Die Parkwiese

Zunächst hieß der Bavariapark „Theresienhain“. Er wurde zwischen 1825 und 1831 auf Veranlassung durch König Ludwig I. vor den Stadttoren Münchens durch den Hofgärtner Seitz als hainartige Parkanlage mit Eichen bepflanzt und bildete den gestalterischen und ideellen Rahmen für die Ruhmeshalle, die nach Entwürfen von Leo von Klenze bis 1853 über der Theresienwiese gebaut wurde. Als 1850 die Bavaria-Statue eingeweiht wurde, erhielt der „Theresienhain“ seinen heutigen Namen. Öffentlich zugänglich wurde er aber erst 1872 – mit Spazierwegen, dem „König-Ludwigs-Hügel“ und einem seinerzeit unberührten Baumbestand.

### Umwandlung in einen Ausstellungspark

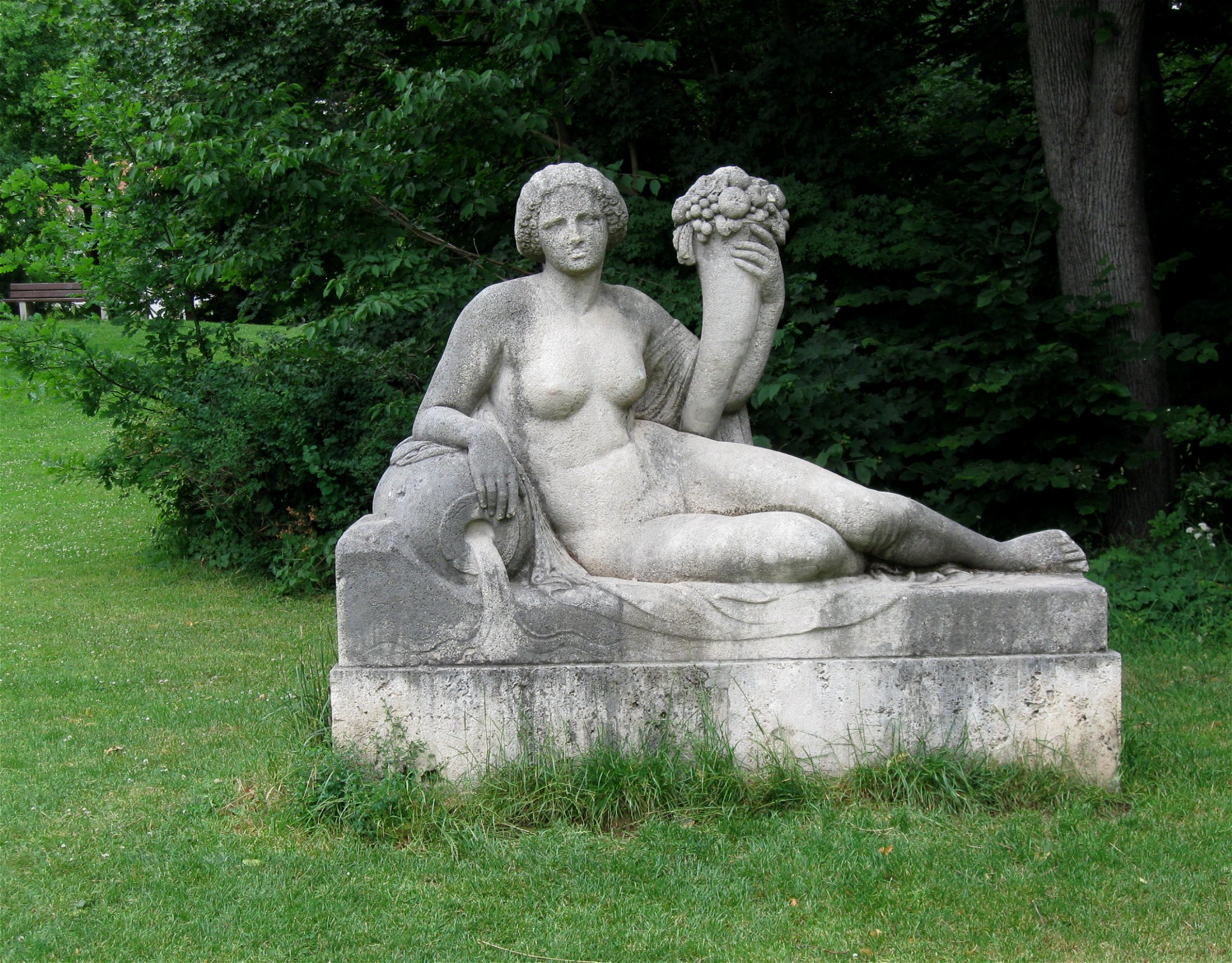
Liegende Quellennymphe von Heinrich Düll und Georg Pezold

Als die Theresienhöhe weiter erschlossen wurde, sah man ein, dass das architektonische Erscheinungsbild der Ruhmeshalle geschützt werden muss. Da das Gelände in Verbindung mit der Theresienwiese für zukünftige Großausstellungen dienen sollte, wurde der Bavariapark in den Plänen von Gabriel von Seidl in das Ausstellungsgelände eingegliedert, das mit der großen Leistungsschau „München 1908“ eingeweiht wurde. Hierzu musste das Wegesystem des Parks angepasst werden, indem neue Spazierwege hinzugefügt wurden. Darüber hinaus wurde der Baumbestand durch Neupflanzungen verjüngt. Was jedoch weitgehend erhalten blieb, war die weitläufige Parkwiese und der Ludwigshügel als Gestaltungselement. Zugleich wurde der Bavariapark aber auch durch den Bau einer Straße – den Bavariaring, der die Theresienwiese umschließt – durchschnitten.
Im Rahmen dieser Umwandlung in einen „Ausstellungspark“ wurden auch ein Figurenhain und Plastiken damaliger Münchner Künstler integriert. Hinzu kamen ein Laubengang und ein Kaskadenbrunnen. Die Veränderungen in den 1920er- und 1950er-Jahren orientierten sich überwiegend am historischen Bestand, was sich in den 1960er- und 1970er-Jahren änderte: Von nun an spielten solche geschichtlich orientierten gartenästhetischen Überlegungen eine geringere Rolle, was dazu führte, dass Ausstattungselemente entfernt wurden und verschiedene Figuren einen neuen Platz innerhalb des Parks bekamen.
Zu den 1907/08 geschaffenen Skulpturen und Plastiken gehören:
- „Liegende Quellennymphe“, von Heinrich Düll u. Georg Pezold
- „Ruhender Faun“, von Cipri Adolf Bermann
- Reitergruppe
  - „Reichtum“ (Jüngling auf Seekuh), von Bernhard Bleeker[1]
  - „Schönheit“ (Jungfrau auf Einhorn), von Hermann Hahn
  - „Phantasie“ (Reiterin auf steigendem Pferd), von Carl Ebbinghaus
  - „Kraft“ (Herkules auf Stier), von Fritz Behn
- Bronzegruppe „Wilde Pferde“, von Georg Roemer
- Bronzehirsch, von Theodor Georgii
- Weibliche Herme mit Brunnenbecken, von Heinrich Düll u. Georg Pezold

Manche der ursprünglich für den Ausstellungspark geschaffenen Plastiken und Skulpturen stehen heute u. a. im Tierpark Hellabrunn, am Orleansplatz und im Stadtmuseum München.

### Neugestaltung 2007/2008
Als die Messe nach Riem umzog, konnte die Theresienhöhe städtebaulich neu geordnet werden. Hierbei war klar, dass der Bavariapark künftig wieder als öffentliche Grünfläche frei zugänglich sein sollte, was 1999 ermöglicht wurde. Als in den Folgejahren im Westen und Süden des Parks neue Wohn- und Bürogebäude entstanden, wurde der Park immer mehr für Erholung und Entspannung genutzt.
Die Parkwiese bietet sich heutzutage für Ballspiele und Picknick an. Auf den Rundwegen tummeln sich Jogger, Hundebesitzer und Spaziergänger und ein neu angelegter Kinderspielplatz zieht Familien an.
In den abgeschiedeneren Teilen des Parks sind sogar Naturbeobachtungen möglich, so dass hier auch Schulklassen im Rahmen ihres Naturkundeunterrichts angetroffen werden können, denn der Bavariapark gilt als wichtiges Biotop, das aufgrund seines umfangreichen Altbaumbestands viele geschützte Tierarten beheimatet.
Schließlich gab das Baureferat der Stadt München ein Entwicklungs- und Instandhaltungskonzept („Parkpflegewerk“) in Auftrag, bei dem Überlegungen zur Nachhaltigkeit im Mittelpunkt standen. Auf der Basis dieses Konzepts wurden 2007 viele Rekonstruktions- und Instandsetzungsmaßnahmen durchgeführt. Dabei erfolgten auch überfällige Pflegeschnitte am Pflanzenbestand. Darüber hinaus wurden ca. 500 Sträucher und 36 große Bäume neu eingepflanzt. Diese Maßnahmen wurden aus der Sonderrücklage für die städtebauliche Entwicklungsmaßnahme „Theresienhöhe“ finanziert.